# Boscia pruinosa
Boscia pruinosa är en kaprisväxtart som beskrevs av Emilio Chiovenda. Boscia pruinosa ingår i släktet Boscia och familjen kaprisväxter. Inga underarter finns listade i Catalogue of Life.